# FA Charity Shield 1995
De  FA Charity Shield 1995 (ook bekend als de Littlewoods Pools FA Charity Shield om sponsorredenen) was de 73e FA Charity Shield, een jaarlijkse Engelse voetbalwedstrijd georganiseerd door de Engelse voetbalbond (The Football Association) en werd gespeeld tussen de winnaars van de Premier League en de FA Cup van vorig seizoen.
Deze werd gespeeld op 13 augustus 1995 door Blackburn Rovers, de landskampioen van het seizoen 1994/1995 van de Premier League, en Everton, de winnaar van de FA Cup. De wedstrijd werd gespeeld op Wembley Stadium, waar 40.149 toeschouwers aanwezig waren. Everton won de supercup met 0–1 dankzij een doelpunt van Vinny Samways. 

## Wedstrijd
|                                |                  |             |         |                                                                                     |
| 13 augustus 1995 16:00 (UTC+1) | Blackburn Rovers | 0–1         | Everton | Wembley Stadium Toeschouwers: 40.149 Scheidsrechter: Dermot Gallagher (Oxfordshire) |
| 13 augustus 1995 16:00 (UTC+1) |                  | Samways 57' |         | Wembley Stadium Toeschouwers: 40.149 Scheidsrechter: Dermot Gallagher (Oxfordshire) |

| Blackburn Rovers | Everton |

|                |    |                 |  |     |
|                |    |                 |  |     |
| GK             | 1  | Tim Flowers     |  |     |
| RB             | 3  | Jeff Kenna      |  | 31' |
| CB             | 25 | Ian Pearce      |  |     |
| CB             | 16 | Chris Sutton    |  |     |
| LB             | 6  | Graeme Le Saux  |  |     |
| RM             | 7  | Stuart Ripley   |  | 68' |
| CM             | 23 | David Batty     |  |     |
| CM             | 4  | Tim Sherwood    |  |     |
| LM             | 8  | Kevin Gallacher |  | 80' |
| CF             | 10 | Mike Newell     |  |     |
| CF             | 9  | Alan Shearer    |  |     |
| Wisselspelers: |    |                 |  |     |
| GK             | 13 | Bobby Mimms     |  |     |
| DF             | 12 | Nicky Marker    |  | 80' |
| MF             | 26 | Gary Tallon     |  |     |
| MF             | 14 | Lee Makel       |  | 68' |
| MF             | 22 | Mark Atkins     |  | 31' |
| Coach:         |    |                 |  |     |
| Ray Harford    |    |                 |  |     |

|                |    |                  |  |     |
|                |    |                  |  |     |
| GK             | 1  | Neville Southall |  |     |
| RB             | 2  | Earl Barrett     |  |     |
| CB             | 6  | Gary Ablett      |  |     |
| CB             | 4  | David Unsworth   |  |     |
| LB             | 3  | Andy Hinchcliffe |  |     |
| RM             | 20 | Tony Grant       |  | 46' |
| CM             | 18 | Joe Parkinson    |  |     |
| CM             | 10 | Barry Horne      |  |     |
| LM             | 11 | Anders Limpar    |  |     |
| AM             | 16 | Vinny Samways    |  |     |
| CF             | 8  | Paul Rideout     |  |     |
| Wisselspelers: |    |                  |  |     |
| GK             | 13 | Jason Kearton    |  |     |
| DF             | 5  | Dave Watson      |  | 46' |
| DF             | 15 | Matt Jackson     |  |     |
| MF             | 14 | John Ebbrell     |  |     |
| FW             | 12 | Daniel Amokachi  |  |     |
| Coach:         |    |                  |  |     |
| Joe Royle      |    |                  |  |     |